# 谭玲
谭玲（1963年—），女，汉族，山西运城人，中华人民共和国政治人物，无党派人士。曾任广东省人民检察院副检察长（正厅级），现任广东省人大常委会副主任。